# Бєльський Яків Мойсейович
Яків Мойсейович Бєльський (Бєльський-Біленкін) (8 (20) серпня 1897 — 5 листопада 1937) — радянський письменник і журналіст, художник-карикатурист, діяч радянських спецслужб. Представник «південноросійської школи» в літературі та журналістиці. Друг В. П. Катаєва, Е. Г. Багрицького, Ю. К. Олеші та ін. У 30-х роках репресований.

## Життєпис
Народився в єврейській родині в Одесі. Батько — Мошко Мордкович (Мойше Мордхович) Біленкін, страховий агент (помер 1908 року). Мати — Ципойра (Цецилія) Яківна (померла до 1937 року). Брати: Марк Михайлович, 1937 року жив у Москві, співробітник постійного представництва УСРР при уряді СРСР, і Арон Михайлович, 1937 року жив у Харкові, працював на Керамічному заводі. Сестра — Іда Михайлівна, модистка. Дружина — Шетта Іванівна Бєльська (урожд. М'яка). На початку 1937 року подружжя розлучилося. Другою, незареєстрованою дружиною Бєльського була Есфір Львівна Кареліна (урожд. Гантварг, 1898—?), художниця, в 1930-их роках художній керівник московського експериментального цеху з виробництва батику. До 1931 року вона була дружиною співробітника НКВС Володимира Кареліна, в цьому шлюбі народився син Фелікс. Проте після кількох місяців життя з Кареліною Бєльський повернувся до своєї дружини Шетте, залишивши квартиру Кареліній. Після його арешту Кареліну теж було заарештовано, засуджено до заслання на 5 років (через два місяці від заслання звільнена), а Шетта Бєльська похована братом у Єкатеринбурзі на Іванівському кладовищі.
Навчався в Одеському художньому училищі на архітектурному відділенні. 1917 року, після закінчення училища, призваний в армію, на фронті розпропагандований більшовиками, дезертирував, повернувся до Одеси. Брав участь у складі Червоної гвардії у встановленні радянської влади, після заняття Одеси німцями й австро-угорцями, прихильниками гетьмана Скоропадського, втік у Подільську губернію, мабуть, вів підпільну революційну роботу в Києві. При інтервентах повернувся до Одеси, продовжив художню освіту.
Після відходу інтервентів, у квітні-травні 1919 року, служив в одеському губвиконкомі на посаді художника. З травня — завідувач художньої секції політвідділу 1-ї Бессарабської стрілецької дивізії, тоді ж вступив до РКП(б). Автор революційних плакатів, які підписував псевдонімом Я. Бєльський. Одночасно служив розвідником у губернському Особливому відділі, що виконував контррозвідувальні функції.
Увійшов — під псевдонімом Віктор Бєльський — в антирадянське підпілля, розкрив денікінську офіцерську організацію полковника Сабліна. Від серпня 1919 року, після приходу денікінців, — на нелегальному становищі. ВІд лютого 1920 року, коли Одеса знову зайняли більшовики, служив в Одеській надзвичайній комісії, послідовно займаючи посади розвідника, помічника уповноваженого з боротьби з контрреволюцією, начальника губернської розвідки, уповноваженого з боротьби з контрреволюцією; зробив псевдонім частиною прізвища. 1921 року нагороджений золотим годинником з написом «За самовіддану боротьбу з контрреволюцією».
З ім'ям Бєльського пов'язане звільнення у вересні 1920 року з чекістської в'язниці його друга Катаєва, колишнього офіцера. Історик театру А. П. Мацкін, який знав Бєльського за пізнішою журналістською роботою, згадував:
У нас в газеті «Пролетарій» заступником редактора був Яків Бєльський… У нього в кімнаті на стіні було багато фотографій; одна з них привернула мою увагу — на ній я побачив Валентина Катаєва та дивний розгонистий напис. Точного тексту не пам'ятаю, тільки зміст: такий-то повернув мені життя. Бєльський, помітивши моє здивування, пояснив, що в роки громадянської війни, ще юнаком, він став великим начальником в Одеській НК. Катаєв же за призовом потрапив до білої армії, в якийсь фатальний момент його посадили, але Бєльський прийшов до нього на виручку і дійсно його врятував.Оригінальний текст (рос.)
У нас в газете „Пролетарий“ заместителем редактора был Яков Бельский… У него в комнате на стене было много фотографий; одна из них привлекла моё внимание — на ней я увидел Валентина Катаева и странную размашистую надпись. Точного текста не помню, только смысл: такой-то вернул мне жизнь. Бельский, заметив моё удивление, объяснил, что в годы гражданской войны, ещё юношей, он стал большим начальником в Одесской ЧК. Катаев же по призыву попал в белую армию, в какой-то роковой момент его посадили, но Бельский пришёл к нему на выручку и действительно его спас.
Аналогічні дані наводить у мемуарах і син Катаєва П. В. Катаєв. Разом з Катаєвим з в'язниці звільнено його брата, майбутнього письменника Є. П. Катаєв (Петров).
На початку 1922 року керував операцією з ліквідації банди отамана Семена Заболотного, впровадив у найближче оточення Заболотного свого агента, майбутнього письменника Д. І. Бузька, особисто брав участь у затриманні отамана. Незабаром після знищення банди демобілізувався з НК, оскільки «не був створений для чекістської роботи, його дратували постійні таємниці, не до душі було полювання на людей, навіть коли вони цього заслуговували». Однак після відходу з НК зберіг дружні стосунки з багатьма українськими чекістами, аж до арешту дружив з М. А. Дейчем.
В середині 1922 року переїхав до Миколаєва, де став журналістом. Від липня 1923 року — редактор газети «Червоний Миколаїв» (суч. «Южная правда»), був ініціатором приїзду до Миколаєва Багрицького і його роботи в газеті. Від листопада — заступник редактора. 1924 року редактор літературного журналу «Бурав» (укр. Свердлик), що виходив при «Червоному Миколаєві». Друкував у газеті і журналі твори І. Е. Бабеля, М. Шагінян, Катаєва та ін. з власними ілюстраціями. В кінці 1924 року намагався протистояти т. зв. «димовській справі»: добивався перегляду розстрільних вироків, винесених за сфальсифікованою справою про смерть «сількора Малиновського». Якнаслідок, був змушений тікати з Миколаєва до Харкова.
Від 1925 року в харківській журналістиці. Заступник редактора газети «Пролетар» (до грудня 1926 року), редагував сатиричні журнали «Гаврило» (1925 рік) і «Червоний перець» (жовтень 1929 — лютий 1930 року), був головним карикатуристом та завідувачем відділом міжнародної інформації газети «Комуніст» (січень 1927 — листопад 1930). Співпрацював у журналах «Полум'я» (рос. Пламя), «Робітник» (рос. Рабочий), «Робітнича родина» (рос. Рабочая семья) тощо. Близько спілкувався з харківськими літераторами та журналістами: Остапом Вишнею, Василем Чечвянським, Юрієм Вухналем, Ю. К. Смоличем та ін.
За свідченням Мацкіна, в середині 1920-х років врятував від кримінального переслідування декількох харківських студентів. Заарештованих студентів, друзів мемуариста, звинувачували в «українському націоналізмі». Мацкін повідомляє, що звернувся до Бєльського по допомогу:
|  | Я розповів йому про справу моїх товаришів по інституту і про падлюку-слідчого. Він уважно вислухав мене і сказав: „Напиши на одній сторінці суть, я спробую. Може, вийде“. Реакція була швидка, негайна. Той шанс, на який я сподівався, не підвів. Через два тижні хлопців випустили.Оригінальний текст (рос.) Я рассказал ему о деле моих товарищей по институту и о подлеце-следователе. Он внимательно выслушал меня и сказал: „Напиши на одной странице суть, я попробую. Может, выйдет“. Реакция была быстрая, незамедлительная. Тот шанс, на который я надеялся, не подвел. Через две недели ребят выпустили. |

В кінці 1930 року переїхав до Москви, ставши заступником редактора журналу «Крокодил» (редактор — М. З. Мануїльський). У березні 1934 року за «політичну неблагонадійність» звільнений з журналу, через кілька місяців став журналістом газети «Вечірня Москва». В 1935—1936 роках позаштатно працював у журналі «СРСР на будівництві», для якого писав рекламні тексти. Крім того, керував бригадою з літературної обробки реклами в Наркоматі внутрішньої торгівлі СРСР.
На початку 1936 року припинив літературну діяльність, в жовтні того ж року звільнився з штату «Вечірньої Москви», аж до арешту жив випадковими заробітками.

## Літературна і журналістська діяльність
В Миколаєві активно займався літературною діяльністю. В газеті «Червоний Миколаїв» опублікував пригодницький роман «У полум'ї боротьби», основні події в якому відбуваються 1918 року в Києві, столиці гетьмана П. П. Скоропадського. В центрі роману — діяльність радянської делегації, очолюваної Й. В. Сталіним, Д. З. Мануїльським і Х. Г. Раковським, при дворі Скоропадського. Був автором незавершеної повісті «Перекати» та оповідань, основна тема яких — громадянська війна і встановлення радянської влади в Україні. 1925 року опублікував оповідання «Поштовим до Москви» — про методи фабрикації політичних справ органами міліції.
В Харкові писав оповідання, присвячені діяльності ОГНК, а також сатиричні художні твори.
В Україні багато працював як пише журналіст: писав — російською та українською мовами — численні статті, фейлетони і нариси. Йому належить, зокрема, нарис «Отаман Семен Заболотний». Крім того, за час роботи в Україні опублікував у газетах і журналах більше тисячі карикатур і малюнків. У «Крокодилі» і «Вечірній Москві» публікувався переважно як фейлетоніст, як карикатурист з московськими виданнями співпрацював мало. Деякі статті і фейлетони написані у співавторстві з Катаєвим.
Займався соціальною і соціально-політичною журналістикою, намагався захищати скривджених. Так, 1931 року опублікував у «Крокодилі» фейлетон «Буває» (рос. Бывает) — про несправедливо звинуваченого у «шкідництві» донбаського інженера Венгеля, в 1933 році намагався зупинити арешти «шкідників» у заповіднику Асканія Нова.
Після звільнення з «Крокодила» надрукував у журналі «Тридцять днів» оповідання «Наказ імператора», сюжет якої пов'язаний з історією наполеонівських війн, а також мемуарні оповідання «Антонів вогонь», «Рішуча до результату» і «Американська спадщина». На початку 1936 року в альманасі «Едуард Багрицький» (вийшов під редакцією В. І. Нарбута) опублікував нарис «Едуард у Миколаєві» — про обставини роботи Багрицького в газеті «Червоний Миколаїв». Крім того, писав дитячі оповідання для журналу «Піонер».
Факти з життя Бєльського лягли в основу «чекістських сюжетів» повістей Катаєва «Трава забуття» і «Вже написаний Вертер». Катаєв багато років домагався повернення імені Бєльського в історію радянської літератури і журналістики, але не досяг успіху в цьому.

## Арешт і загибель
Від початку 1930-х років був фігурантом доносів, партійних і кримінальних розглядів.
За даними НКВС, разом з Емілем Кротким, А. С. Буховим, М. Д. Вольпіним, В. Ю. Ардовим та ін. співробітниками журналу «Крокодил» складав і поширював «нелегальні» вірші і анекдоти: «В редакції „Крокодила“ справа доходила до того, що безпартійні співробітники робили зауваження Бєльському з приводу його анекдотів, просячи його замовкнути. Не раз на тому самому ґрунті Бєльський мав неприємності зі співрозмовниками в літературних клубах-ресторанах, коли Б[єльський] голосно починав свої антирадянські шпильки». Бєльському «вторили в тих самих тонах Віктор Ардов і М. Вольпін, викликаючи боягузливого Е. Кроткого на антирадянські байки. Літературним ідеалом для всіх був М. Ердман, який написав не одну беззастережно контрреволюційну річ». Працюючи у «Вечірній Москві», продовжував вести «антирадянські розмови».

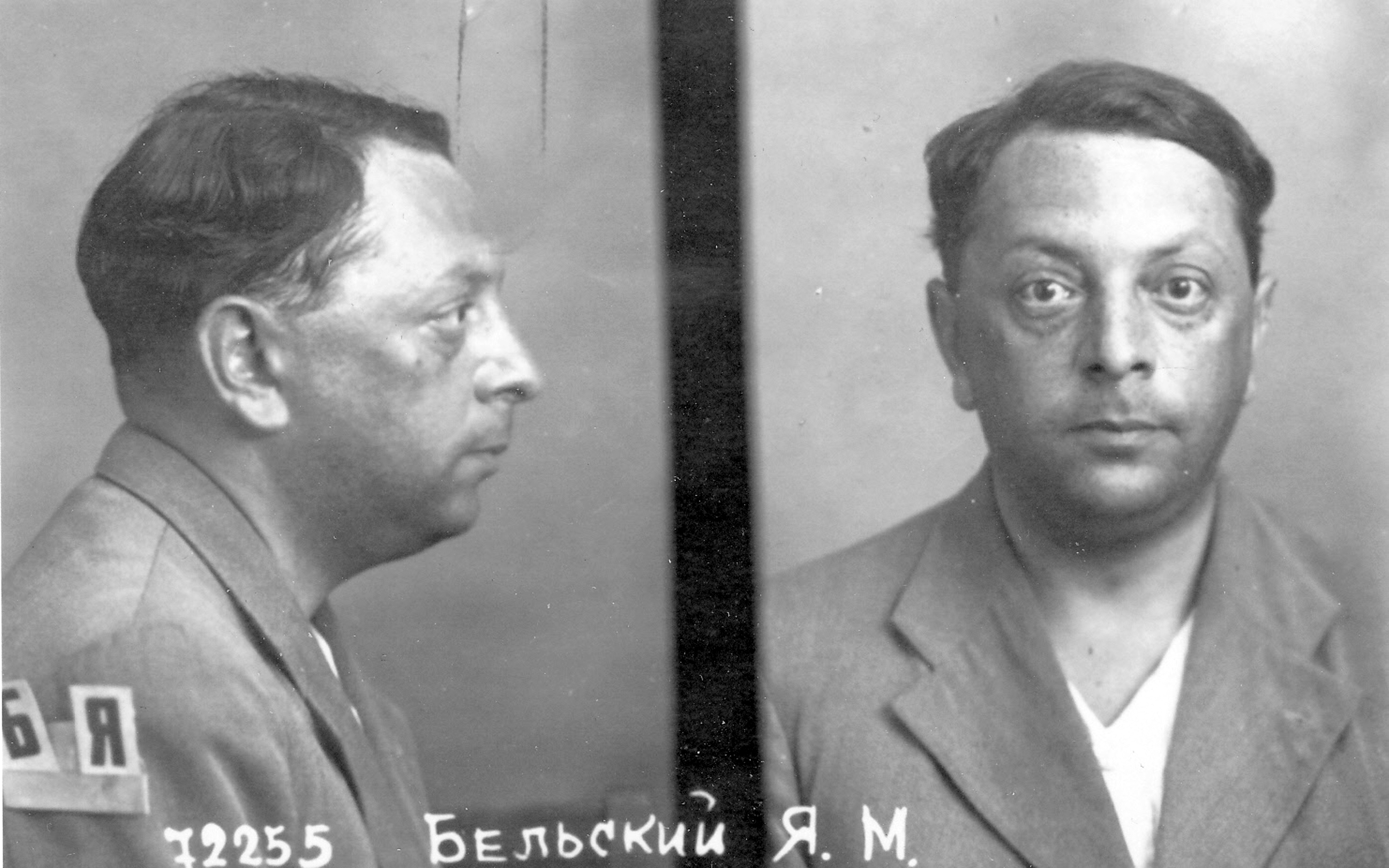
Фотографія зі слідчої справи 1937 року. Центральний архів ФСБ РФ

В травні 1936 року на допиті в НКВС відмовився свідчити проти свого друга, журналіста М. О. Глушкова, звинуваченого в «антирадянській агітації». Незабаром після цього розірвав літературні та журналістські зв'язки, спілкувався переважно з колишніми одеськими чекістами. За даними НКВС, реагував на арешти друзів-чекістів такими висловами: «ГУДБ нагадує тепер китайського дракона, який сам кусає себе за хвіст».
26 липня 1937 року заарештований НКВС; слідство в його справі вів В. С. Абакумов. Звинувачений в участі в «антирадянській троцькістсько-зинов'євській терористичній організації» та підготовці теракту проти Сталіна. Значиться в розстрільному списку «Москва-Центр» від 1 листопада 1937 року під № 15.
5 листопада засуджений Воєнною колегією Верховного Суду СРСР до вищої міри покарання — розстрілу. Того ж дня розстріляний, тіло кремовано, а прах поховано в братській могилі на Донському кладовищі Москви (могила незатребуваних прахів № 1).
Реабілітований 20 червня 1990 року.

## Адреси
Жив в Одесі за адресою: вул. Базарна, буд. 49, кв. 25; згодом за цією адресою мешкала його сестра.
В Москві жив за адресою: вул. Петровка, буд. 26, кор. 2, кв. 110.